# Biokraftstoffquotengesetz

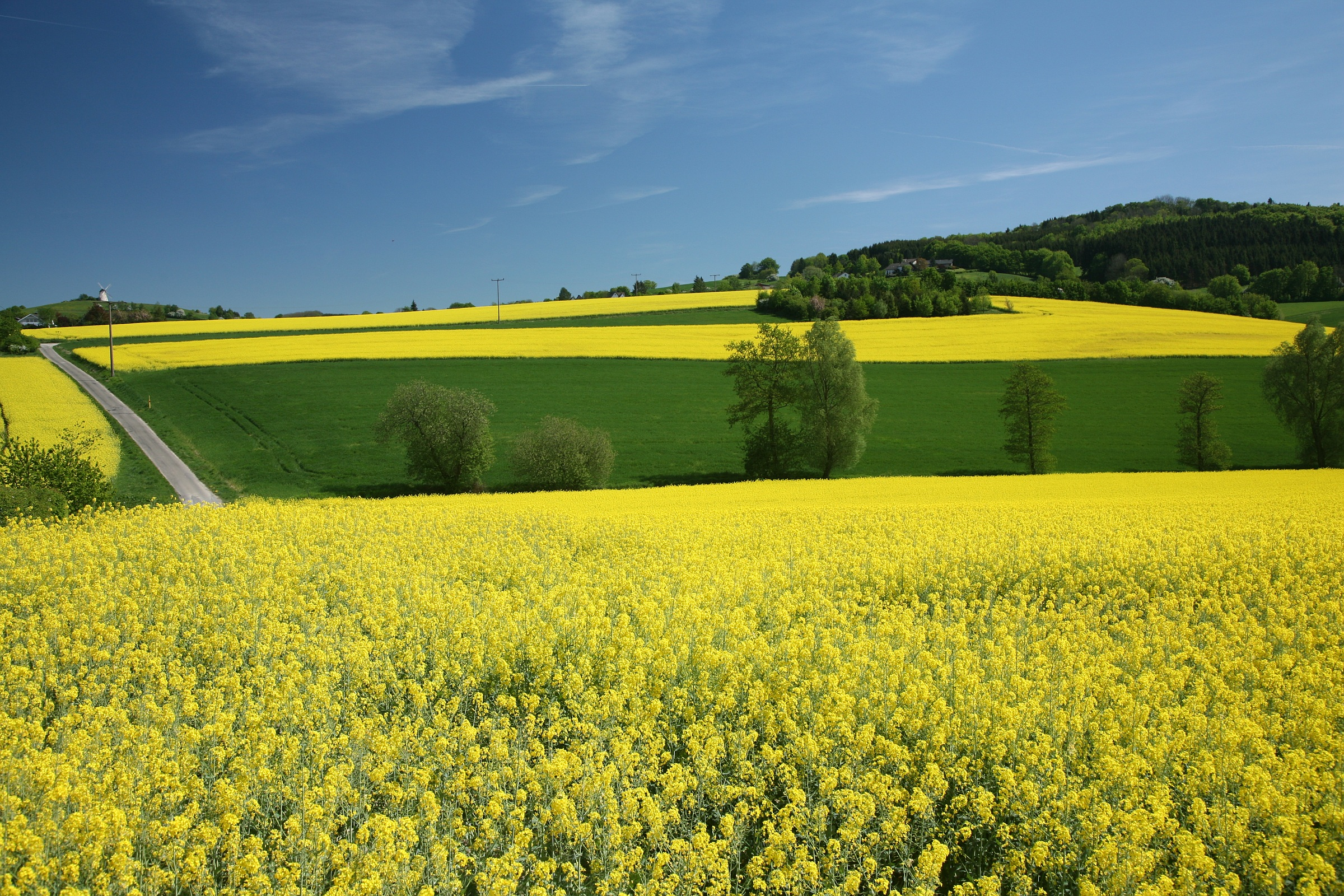
Raps ist in Deutschland ein wichtiger Rohstofflieferant für die Biodieselherstellung

Das deutsche Biokraftstoffquotengesetz (BioKraftQuG) heißt mit vollem Titel Gesetz zur Einführung einer Biokraftstoffquote durch Änderung des Bundes-Immissionsschutzgesetzes und zur Änderung energie- und stromsteuerrechtlicher Vorschriften. Es ist ein Artikelgesetz, in dem ein Mindestanteil von Biokraftstoffen am gesamten Kraftstoffabsatz in Deutschland vorgeschrieben und reguliert wird. Das Gesetz wurde am 26. Oktober 2006 im Deutschen Bundestag verabschiedet und führte erstmals zum 1. Januar 2007 eine Mindestverwendung von Biokraftstoff ein. Mit dem Gesetz zur Änderung der Förderung von Biokraftstoffen vom 15. Juli 2009 wurden wesentliche Teile der Regelungen geändert.
In Deutschland ist Biodiesel der bedeutendste Biokraftstoff. Daneben spielt Bioethanol als Rohstoff zur Herstellung des Additivs ETBE oder als Hauptkomponente von Ethanol-Kraftstoff (E85) sowie Pflanzenöl eine Rolle. Bei der Berechnung der Biokraftstoffquote werden Beimischungen und rein verwendete Biokraftstoffe berücksichtigt.

## Grundlage, Inhalt und Zweck des Gesetzes

### EU-Recht
Mit dem BioKraftQuG sollen Ziele verschiedener Richtlinien der Europäischen Union (EU-Richtlinie) umgesetzt werden:
- Richtlinie 2003/30/EG (Biokraftstoffrichtlinie) des Europarates vom 8. Mai 2003 zur Förderung der Verwendung von Biokraftstoffen oder anderen erneuerbaren Kraftstoffen im Verkehrssektor,[3] aufgehoben durch die Richtlinie 2009/28/EG (Erneuerbare-Energien-Richtlinie) des Europäischen Parlaments und des Rates vom 23. April 2009 zur Förderung der Nutzung von Energie aus erneuerbaren Quellen und zur Änderung und anschließenden Aufhebung der Richtlinien 2001/77/EG und 2003/30/EG[4]
- Richtlinie 2003/96/EG des Europarates vom 27. Oktober 2003 zur Restrukturierung der gemeinschaftlichen Rahmenvorschriften zur Besteuerung von Energieerzeugnissen und elektrischem Strom,[5] geändert durch die Richtlinie 2004/75/EG des Rates vom 29. April 2004[6]
- Richtlinie 98/34/EG des Europäischen Parlaments und des Rates vom 22. Juni 1998 über ein Informationsverfahren auf dem Gebiet der Normen und technischen Vorschriften und der Vorschriften für die Dienste der Informationsgesellschaft,[7] geändert durch die Richtlinie 98/48/EG des Europäischen Parlaments und des Rates vom 20. Juli 1998[8]

### Inhalt
Das BioKraftQuG verpflichtete die Mineralölwirtschaft, einen festen und anwachsenden Mindestanteil von Biokraftstoffen in den Verkehr zu bringen. Dieser sollte jährlich um 0,25 % bis auf 8 % des Energiegehalts der gesamten in den Verkehr gebrachten Kraftstoffe im Jahre 2015 ansteigen (§ 37a Abs. 3 BImSchG). Nach der bis zum 31. Dezember 2014 umzusetzenden Erneuerbare-Energien-Richtlinie der EU muss der Anteil des Energieverbrauchs im Verkehrssektor aus erneuerbaren Energien (nicht allein Biokraftstoffe) bis zum Jahr 2020 10 % betragen. Im Gesetz ist nicht festgelegt, in welcher Form der Anteil in den Markt genommen werden soll. Vielmehr ist jeder Unternehmer, der Kraftstoffe (Motorenbenzin oder Dieselkraftstoffe) in den Verkehr bringt, verpflichtet zu gewährleisten, dass die von ihm vertriebene Menge von Kraftstoffen den für das jeweilige Jahr gesetzlich vorgesehenen Prozentsatz an Biokraftstoffen enthält. Dies kann durch Beimischung bei den vertriebenen Mineralölprodukten erfolgen, aber auch durch getrennten Vertrieb der Biokraftstoffe, auch durch zu diesem Zweck beauftragte dritte Unternehmen.
Ab dem Jahr 2015 wird die Biokraftstoffquote durch ein pauschales Einsparungsziel ersetzt: Ab dem Jahr 2015 wird die so genannte Dekarbonisierungsstrategie der EU in Deutschland umgesetzt. Die bis dahin geltenden Gesamtquoten für Biokraftstoffe werden abgeschafft. Stattdessen gelten für Kraftstoffe insgesamt pauschale Reduktionsziele. Ab dem Jahr 2015 müssen pro Jahr 3,5 % der durch den Kraftstoffverbrauch emittierten Treibhausgase eingespart werden, die jährliche Einsparungsquote steigt bis zum Jahr 2020 auf 6 % an.
Der Einsatz von Biokraftstoffen stellt eine Möglichkeit zur Erreichung der Einsparungsquote dar. Dazu muss das tatsächliche Einsparpotential des jeweiligen Biokraftstoffs berücksichtigt werden. Die Mindestanforderung an einen Biokraftstoff bezüglich seines Treibhausgas-Einsparpotentials im Vergleich zu herkömmlichen Kraftstoffen ist durch die Biokraftstoff-Nachhaltigkeitsverordnung festgelegt. Laut der Verordnung ist eine Erhöhung dieser Mindestanforderung von aktuell 35 % auf 50 % am 1. Januar 2017 und auf 60 % ab dem 1. Januar 2018 vorgesehen (§ 8 BiokraftNachV).
In ihrem Nationalen Biomasseaktionsplan vom April 2009 geht die Bundesregierung davon aus, dass die Treibhausgasminderungsquote von 7 % (später geändert auf 6 %) im Jahr 2020 einem energetischen Anteil der Biokraftstoffe am Gesamtmarkt von 12 % entspricht. Mit dieser Umstellung der Quoten wird das Ziel der Bundesregierung umgesetzt, die Verwertung von Biomasse hinsichtlich ihres Treibhausgas-Minderungspotentials und ihrer Energieeffizienz zu optimieren.
Energieversorgern, die Erdgastankstellen betreiben, eröffnet dies durch die Beimischung von regenerativ erzeugtem Bio-Erdgas eine neue Erlösquelle. Die so erzielte Biokraftstoff-Quote kann an Mineralölunternehmen verkauft werden, die dadurch ihrer Verpflichtung zur Biokraftstoffbeimischung nachkommen können.
Die bis Ende 2014 gültigen Biokraftstoffquoten wurden durch das Gesetz zur Änderung der Förderung von Biokraftstoffen vom 15. Juli 2009 geändert. Statt einer ansteigenden Quote galt eine feste Quote von 6,25 % (energetisch). Diese Quote konnte entweder durch Beimischung von Biokraftstoffen in Ottokraftstoffe oder Diesel erreicht werden, oder aber auch durch Verwendung von reinen Biokraftstoffen.

### Zweck
Mit der gesetzlichen Regelung soll zum einen dem Klimaschutz durch eine Verringerung der Verbrennung mineralischer Kraftstoffe Rechnung getragen werden. Zum anderen soll durch den Ausbau der Biokraftstoffindustrie eine Basis für eine Versorgungssicherheit mit Kraftstoffen geschaffen werden. Mit dem Gesetz wurden auch die zuvor bestehenden Steuervergünstigungen für Biokraftstoffe abgeschafft, soweit sie zur Erfüllung der Quotenpflicht verwandt wurden. Die Steuervergünstigungen bei Verwertung von reinen Biokraftstoffen (Biodiesel, Pflanzenöl) wurde befristet, die letzten Vergünstigungen liefen sukzessive bis 2015 aus.

### Zusammenhang mit anderen Gesetzen und Verordnungen
Um die Biokraftstoffquote einzuführen, wurden durch das Biokraftstoffquotengesetz die neuen §§ 37a bis 37d BImSchG eingefügt. Außerdem wurden verschiedene Vorschriften, hauptsächlich Steuerentlastungen, in bestehenden Gesetzesgrundlagen des Energiesteuergesetzes und des Stromsteuergesetzes geändert sowie Pflichten nach dem Mineralöldatengesetz erweitert. Kurz darauf wurden zudem Durchführungsbestimmungen durch die Verordnung zur Durchführung der Regelungen der Biokraftstoffquote (36. BImSchV) und die Verordnung zur Quotenanrechnung bestimmter biogener Öle (38. BImSchV) erlassen. Letztere Verordnung wurde jedoch kurze Zeit später wieder aufgehoben.

## Kritik

### Technik
Die in § 37a Abs. 3 BImSchG festgelegten und in mehreren zeitlichen Schritten steigenden Anteile von Biokraftstoffen in Diesel- und Ottokraftstoffen sind umstritten. Es wird befürchtet, dass ein großer Teil der im Betrieb befindlichen Kraftfahrzeuge mit Ottomotoren technisch mit dem vorgeschriebenen Biokraftstoffanteil (insbesondere dem Bioethanolanteil) nicht verträglich ist.

### Nachhaltigkeit
Auch Umweltverbände stehen der Biokraftstoffquote teilweise kritisch gegenüber, weil der steigende Bedarf an nachwachsenden Rohstoffen nicht auf deutschen Anbauflächen gedeckt werden kann. Dies kann zu Problemen wie Preisanstieg bei Nahrungs- und Futtermitteln (Flächen- und Nutzungskonkurrenz) und Vernichtung von natürlichen Lebensräumen und Verringerung der Biodiversität durch Erschließung neuer Anbauflächen beitragen. Die ab Juni 2009 gültige Erneuerbare-Energien-Richtlinie fordert eine Sicherstellung der Nachhaltigkeit, die durch die seit November 2009 bzw. ab Januar 2010 gültige Biokraftstoff-Nachhaltigkeitsverordnung (Biokraft-NachV) auch in Deutschland gewährleistet werden soll.

### Wegfall der Steuervergünstigung
Ebenfalls in der politischen Diskussion ist die stufenweise Reduzierung der Steuervergünstigungen für reine Biokraftstoffe. Problematisch aus Sicht der Befürworter der Nutzung von Biokraftstoffen sind hierbei unter anderem der Absatzeinbruch bei den betroffenen Kraftstoffen Biodiesel und Pflanzenölkraftstoff durch Erhöhung der Verbraucherpreise sowie der Wegfall der wirtschaftlichen Existenzfähigkeit für die heimische Biokraftstoffbranche.